# Louise Winteler
Anna Christence Louise Winteler, född 25 mars 1834 i Heide, död 31 mars 1925 i Odense, var en dansk pedagog. Hon introducerade 1898 hemkunskapsundervisningen i Danmark.